# Андерсон, Эдгар
Эдгар Шэннон Андерсон (англ. Edgar Shannon Anderson, 9 ноября 1897 года — 18 июня 1969 года) — американский ботаник. Написанная им в 1949 году книга «Интрогрессивная гибридизация» является важным вкладом в генетику растений.

## Биография
Эдгар Андерсон родился в Форествилле, штат Нью-Йорк. Когда ему исполнилось три года, его семья переехала в Ист-Лансинг, штат Мичиган. В 1914 году Андерсон поступил в Университет штата Мичиган, чтобы изучать ботанику и растениеводство.
Получив учёную степень, Андерсон записался в резерв Военно-морских сил, а в 1919 году поступил в аспирантуру Гарвардского университета. Там он работал над генетикой самостерильности табака. Его исследованиями руководил Эдвард Мюррей Ист. В 1920 году Андерсон получил степень магистра, а в 1922 году степень доктора наук в области сельскохозяйственной генетики.
Андерсон был назначен на должность генетика в Ботаническом саду Миссури и стал доцентом ботаники в Университете Вашингтона в Сент-Луисе. Он занимался разработкой методов количественной оценки географической изменчивости ириса разноцветного. В 1929 году Андерсон получил стипендию на проведение исследований в Институте садоводства Джона Иннеса в Великобритании, где он работал совместно с цитогенетиком С. Д. Дарлингтоном, статистиком Р. Э. Фишером и генетиком Дж. Б. С. Холдейном. Набор данных Андерсона по трём родственным видам ирисов был использован Фишером в качестве примера для демонстрации статистических методов для задач классификации и впоследствии стал широко известен как ирисы Фишера.
В 1931 году Андерсон вернулся в Соединённые Штаты и устроился в Дендрарий Арнольда Гарвардского университета. В 1935 году он вернулся в Миссури, а в 1937 году получил должность профессора ботаники в Университете Вашингтона. В 1941 году его пригласили в Колумбийский университет читать лекции о роли генетики в систематике растений.
В 1949 году Андерсон опубликовал «Интрогрессивную гибридизацию», в которой описал роль интрогрессии в видообразовании. Он также написал научно-популярную книгу «Растения, человек и жизнь», которая была опубликована в 1952 году. В 1954 году Андерсон стал директором Ботанического сада штата Миссури, но в 1957 году вернулся к преподавательской деятельности.
Андерсон был коллегой и близким другом Эстер Ледерберг.
В 1934 году Андерсон был избран членом Американской академии искусств и наук. В 1954 году он был избран членом Национальной академии наук США. Он также был президентом Ботанического общества Америки и членом-учредителем Общества изучения эволюции и Общества трав. Он получил Медаль Дарвина — Уоллеса от Лондонского Линнеевского общества.
Стандартное сокращение E.S.Anderson используется для обозначения автора при цитировании ботанического названия.